# پرچم سودان جنوبی
پرچم سودان جنوبی برای اولین بار در ۹ ژوئیه ۲۰۰۵ به رسمیت شناخته شد و به‌عنوان پرچم ملی شناخته می‌شود.

## پرچم‌های دیگر

### پرچم‌های دولتی

استاندارد رئیس جمهور سودان جنوبی.
پرچم فرماندار کل بریتانیا (مورد استفاده در سودان انگلیس-مصر).

### پرچم‌های نظامی

پرچم نیروهای مدافع خلق سودان جنوبی (۲۰۱۱ تا کنون)
پرچم نیروهای مدافع خلق سودان جنوبی (تا سال ۲۰۱۱)
پرچم نیروی دفاعی سودان (۱۹۲۵-۱۹۵۶؛ مورد استفاده در سودان انگلیس-مصر)
راندل نیروی هوایی سودان جنوبی